# Licht- und Schattenbaumart
Baumarten lassen sich anhand ihres Lichtbedarfs grob in Licht-, Halbschatten- und Schattenbaumarten (Auch Schattbaumarten. Seltenere Bezeichnungen sind Licht- und Schattholzart.) unterteilen. Diese Einteilung ist aber menschengemacht, in der Realität sind die Baumarten nicht klar in zwei oder drei Gruppen unterteilbar.
Es gibt verschiedene Definitionen zur Abgrenzung. Eine legt fest, dass der Mindestlichtgenuss von Lichtbaumarten mindestens 10 % des Außenlichts betragen muss. Soviel ist für diese Arten notwendig, um noch gedeihen zu können. Bei den Schattbaumarten reichen zum Gedeihen auch weniger als 10 % des Sonnenlichts aus (teilweise sogar weniger als 1 %). Dadurch wird eine Verjüngung im Schattenwurf von größeren Bäumen oder unter dem Schirm von Altholzbeständen möglich. Zwischen diesen Bereichen liegen die Halbschattenbaumarten.
Nicht nur die Baumart, auch die herrschenden Umweltfaktoren beeinflussen die Schattentoleranz: Sie nimmt mit sinkendem Nährstoffangebot und zunehmendem Alter ab.

## Lichtbaumarten

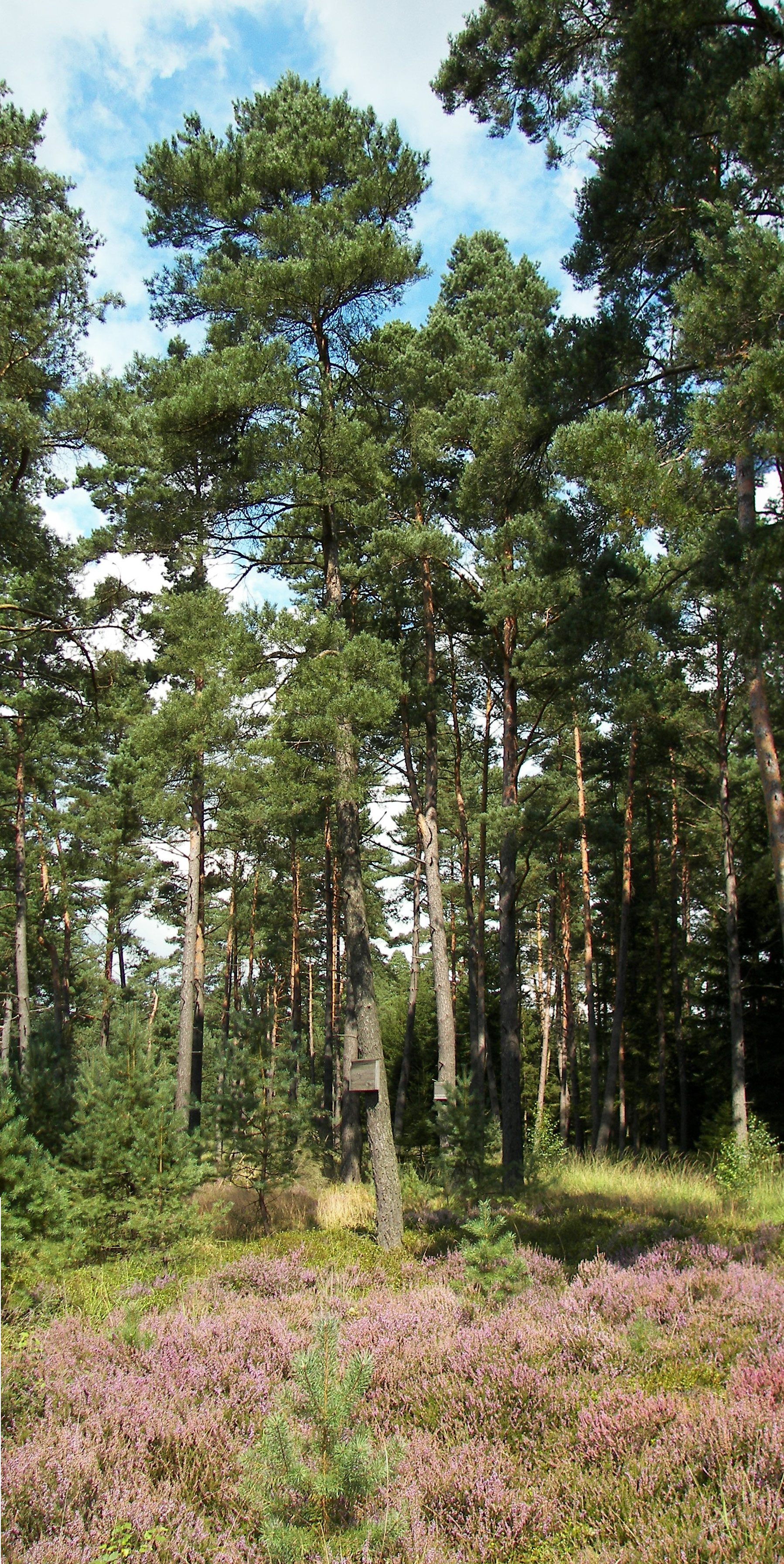
Lichtbaumart Waldkiefer, in der Krautschicht Besenheide, aufgenommen in Hessen

Beispiele für Arten der Mittelbreiten mit besonderem Lichtbedürfnis (von ~7 % bei Alnus bis zu teilweise ~20% bei Larix) sind:
- Birken (z. B. Hängebirke (Betula pendula), Moorbirke (Betula pubescens)),
- Kiefern (z. B. Bergkiefer (Pinus mugo), Schwarzkiefer (Pinus nigra), Waldkiefer (Pinus sylvestris)),
- Europäische Lärche (Larix decidua) sowie
- Erlen (Alnus).

In den tropischen Regenwäldern und einigen subtropischen und warmgemäßigten Feuchtwäldern handelt es sich vor allem bei den „Urwaldriesen“ – den Emergenten, die das Kronendach überragen –, um Lichtbaumarten.

## Halbschattenbaumarten
Beispiele für Halbschattenbaumarten der Mittelbreiten sind (Mindestlichtbedürfnis ~1–5 %):
- Fichten (Picea),
- Stieleiche (Quercus robur),
- Winterlinde (Tilia cordata),
- Hainbuche (Carpinus Betulus).

Einige Bäume der tropischen Regenwälder können ihre Licht-/Schattendisposition im Laufe ihres Lebens verändern.

## Schattenbaumarten

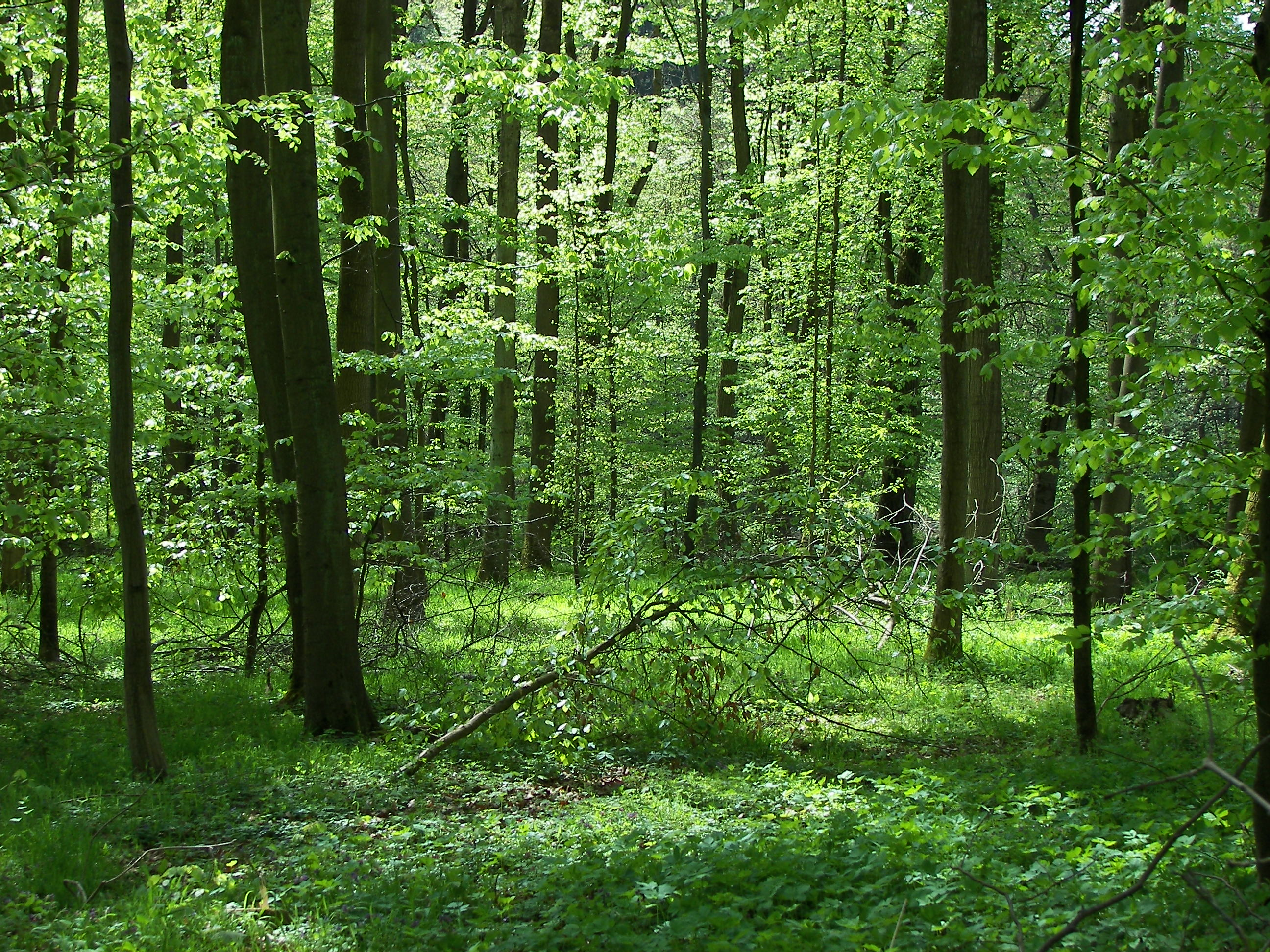
Schattenbaumart: Rotbuchen-Jungwuchs unter Schirm, aufgenommen in Hessen

Beispiele für Schattbaumarten in Europa sind (Mindestlichtbedürfnis ~0,5–3 %):
- Rotbuche (Fagus sylvatica),
- Europäische Eibe,
- Weiß-Tanne,
- Spitzahorn und Bergahorn,
- Esche sowie
- Bergulme.

Das Gros der Regenwaldbäume, die die Kronenschicht oder darunter liegende Stockwerke bilden, sind Schattenbaumarten.